# Acquanegra sul Chiese
Acquanegra sul Chiese és un municipi situat al territori de la província de Màntua, a la regió de la Llombardia, (Itàlia).
Acquanegra sul Chiese limita amb els municipis de Asola, Bozzolo, Calvatone, Canneto sull'Oglio, Marcaria, Mariana Mantovana i Redondesco.
Pertanyen al municipi la frazione de Mosio.

## Galeria

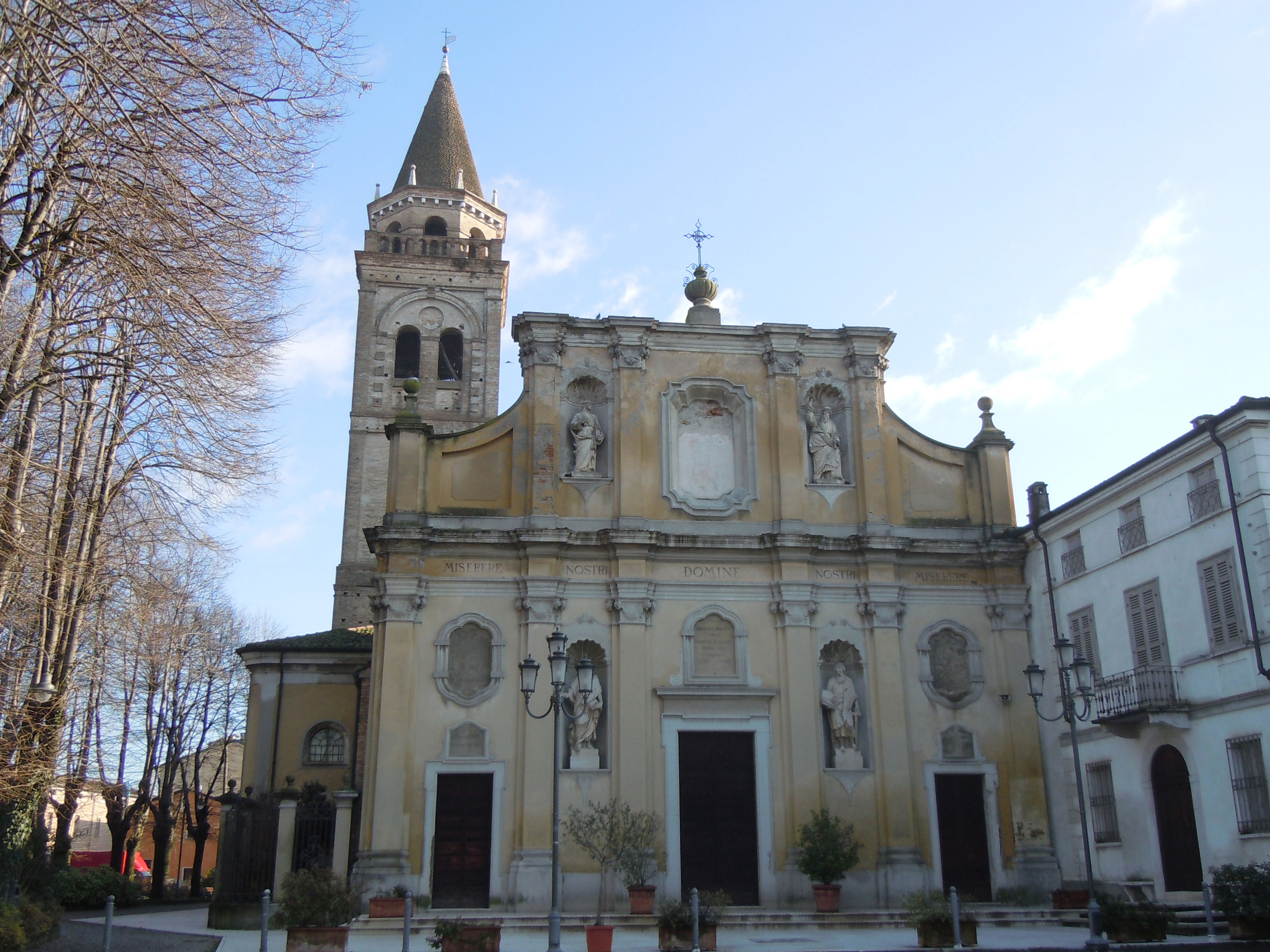
Església de S. Tomàs Apòstol
Localització d'Acquanegra sul Chiese a la província de Màntua